# Dovyalis caffra
Dovyalis caffra, drvo ili grm iz tribusa Flacourtieae, porodica vrbovki (Salicaceae). Rašireno je po dijelovima Afrike

## Opis
To je do 6 metara visoko drvo ili grm, zimzeleno, dvodomno ili rijetko poligamno, oboružano bodljama dugim do 6 cm;; kora pepeljastobijela do smeđa s uzdužnim grebenima i pukotinama; krajnje grančice često su dosta skraćene, duge do oko 2 cm ili tvore jastučaste strukture. Lišće na mladim izbojcima naizmjenično. Muški cvjetovi svijetlozeleni, s 5-10 cvjetova u skupinama po 3; čaška 2-5-režnjevita; režnjevi 3 mm dugi, eliptični, dlakavi; prašnici brojni; niti duljine 5 mm; nektarije dlakave. Ženski cvjetovi svijetlozeleni, pojedinačni ili skupljeni po 2-3 u snopove na skraćenim izbojcima; peteljke duge 4-10 mm; čaška duboko 5-7-režnjevita, režnjevi 3 mm dugi, eliptično-lancetasti, puberulozni, ušiljeni, ponešto zavinuti; disk rijetko dlakav; jajnik 5-7-režnjevit, unilokularan; posteljica 5-7, svaka posteljica s 2 ovula; stilovi 5-7. Plod okruglast, promjera 3-6 cm, sitno baršunast, svijetložut. Sjemenke su brojne, vunaste, duge 1 cm. Dovyalis caffra, ili Kei-jabuka, od prosinca do otprilike veljače, prekriveno je masom žutih plodova nalik marelicama.

## Stanište
Uobičajeni je sastojak mješovitih šikara, riječnog grmlja, otvorenih šume i šume; raste na raznim tlima.

## Distribucija
Od okruga Bathurst u Istočnom Capeu prema sjeveru duž obale i u dolinama rijeka do Natala, istočnog, središnjeg i sjevernog Transvaala, te se proteže do Ziombabvea (Rodezije). Unesena je u Kaliforniju i Australiju.
- D. caffra
- D. caffra
- D. caffra
- D. caffra
- D. caffra